# Pseudaria debilis
Pseudaria debilis là một loài bướm đêm trong họ Geometridae.